# Балтика-Тарко
«Балтика-Тарко» — российский футбольный клуб из Калининграда. Существовал с 1999 по 2005 годы.

## История
Клуб основан в 1999 году под названием «Тарко», до 2002 года участвовал в городских соревнованиях и чемпионате Калининградской области, дважды становясь его победителем. Участвовал также в Кубке чемпионов МРО «Северо-Запад» (в 2000 и 2001 годах становился его победителем) и Кубке МРО «Северо-Запад» (побеждал в 2001, 2002 и 2003 годах).
В 2002 году команда стала сотрудничать с ведущим калининградским клубом «Балтика», сменив название на «Балтика-Тарко». При этом «Балтика-Тарко» считалась «кузницей кадров» «Балтики», хотя у той уже был официальный фарм-клуб «Балтика-2».
Успешно отыграв два сезона (2002 и 2003) в первенстве КФК, команда добилась получения профессионального статуса.
«Балтика-Тарко» приняла участие в розыгрыше Кубка России 2004/2005, однако не прошла дальше первого круга.
В сезоне 2004 «Балтика-Тарко» играла во Втором дивизионе (зона «Запад»). Несмотря на то, что наблюдатели отмечали ровную и уверенную игру команды, результат был не слишком удачным: 15-е место среди 17 клубов. При этом к концу турнира «Балтика-Тарко» уже испытывала ощутимые финансовые трудности.
В начале 2005 года клуб исключён из второго дивизиона за несоответствие требованиям ПФЛ и расформирован.

### История названий
- 1999—2002 — «Тарко»
- 2002—2005 — «Балтика-Тарко» (также «Балтика-ТАРКО»)

## Результаты выступлений
- 2000 — 1-е место в Чемпионате Калининградской области[7]
- 2001 — 1-е место в Чемпионате Калининградской области[7]
- 2002 — 4-е место в зоне «Северо-Запад» КФК[8]
- 2003 — 1-е место в зоне «Северо-Запад» КФК[9]
- 2001, 2002 и 2003 — обладатель Кубка России среди команд КФК МРО «Северо-Запад»[10][11][12][13]
- 2004 — 15-е место во втором дивизионе, зона «Запад»